# Alps de l'Alta Provença
Els Alps de l'Alta Provença (04) (en francès, Alpes-de-Haute-Provence; i en occità, Aups d'Auta Provença) són un departament francès situat a la regió de Provença-Alps-Costa Blava. La seva capital és Dinha.

## Geografia
El departament està situat en el sud-est de França. Limita al nord amb els Alts Alps, al nord-est amb Itàlia (Piemont), a l'est amb Alps Marítims, al sud amb Var, a l'oest amb Valclusa i al nord-oest amb la Droma.

## Història
El departament dels Alps de l'Alta Provença és un dels vuitanta-tres departaments originals creats el 4 de març de 1790, en aplicació de la llei del 22 de desembre de 1789, durant la Revolució Francesa. Va ser creat a partir de la part nord de la Provença.
El 1793, en crear-se el nou departament de Valclusa, va perdre el cantó de Sault.
El nom inicial del departament va ser el de Baixos Alps, nom que portà fins a l'any 1970, en què adoptà la denominació actual.

## Demografia
Antigament, la població dels Alps de l'Alta Provença estava repartida de forma força regular sobre tot el territori departamental, fins i tot a les zones muntanyoses, on l'agricultura de muntanya estava ben desenvolupada. Ara bé, des de mitjans del segle xix, la població va començar a minvar a causa del fort èxode rural. De més de 150.000 habitants, la població passà a menys de 100.000 després de la Primera Guerra Mundial. Caldrà esperar fins al 1960 perquè la tendència canviï: es passa, així, de 84.335 habitants (el 1954) a 139.561 habitants (el 1999).
Tot i que la xifra de població s'aproxima a la de fa 150 anys, el repartiment és molt diferent. Actualment, la població es concentra a les valls i al voltant de les dues ciutats principals, Manòsca i Dinha, mentre que les zones de muntanya es troben pràcticament desertes.
Els districtes de Barceloneta de Provença i Castelana són els dos districtes més petits de tota França, i els únics que no arriben a la xifra de 10.000 habitants. La vila de Castelana és també la sotsprefectura més petita de França.

## Administració
Un prefecte nomenat pel govern francès és l'alta representació estatal i un consell de 30 membres escollits per sufragi universal nomena un president, que deté el poder executiu.
El departament està dividit en 4 districtes, 15 cantons, 8 estructures intercomunals i 198 comunes.